# Queen Elizabeth Hall
El Queen Elizabeth Hall (QEH), traduït com Sala de la Reina Elisabet, és una sala de concerts musicals situada al South Bank de Londres, Anglaterra on diàriament es fan actuacions de música clàssica, jazz i de música avantguardista. El QEH forma part del complex artístic del Southbank Centre i es troba al costat del Royal Festival Hall, el qual va ser construït per al Festival of Britain de 1951, i de la Hayward Gallery.

## Descripció
El QEH té uns 900 seients i la Purcell Room en el mateix edifici té 360 seients. Aquest dos auditoris van ser construïts a la vegada per part de Higgs and Hill i es van obrir el març de 1967. van ser dissenyats per Hubert Bennett, el cap del departament d'arquitectes del Greater London Council, junt amb Jack Whittle, F.G West i Geoffrey Horsefall.
L'escultura Zemran en acer inoxidable (feta per William Pye, 1972) es troba a una terrassa del QEH.